# Els morts del llac Constança - Abismal
Els morts del llac Constança - Abismal o Mort al llac: Indesxifrable (títol original: Die Toten vom Bodensee – Abgrundtief) és un telefilm de suspens germanoaustríac del director Hannu Salonen estrenada l'any 2017. Es tracta de la cinquena part de la sèrie de crims Els morts del llac Constança (Die Toten vom Bodensee). Es va emetre per primera vegada al canal austríac ORF el 15 de març del 2017 i al canal alemany ZDF el 2 d'octubre del 2017. Ha estat doblada al català central amb el títol d'Els morts del llac Constança - Abismal, i al valencià per a À Punt amb el nom de Mort al llac: Indesxifrable.

## Argument
Un cadàver perfectament conservat apareix al llac Constança. Durant l'autòpsia, el forense Egger és atacat per l'esquena alhora que roben les cadenes que lligaven la noia. La víctima, Marie Häusler, tenia trisomia 21 i es creia que havia fugit de casa quinze anys enrere, o almenys aquesta és la conclusió a la qual van arribar els investigadors de la unitat especial de cerca. Els inspectors Zeiler i Oberländer remouran l'entorn familiar de la noia per donar sentit a les poques pistes que aconsegueixen recollir i així arribar a entendre què va passar realment.

## Repartiment
- Matthias Koeberlin com a Micha Oberländer
- Nora von Waldstätten com a Hannah Zeiler
- Cornelius Obonya com a Manfred Häusler
- Katharina Stemberger com a Jasmin Häusler
- Hary Prinz com a Thomas Komlatschek
- Inez Bjørg David com a Kim Oberländer
- Stefan Pohl com a Thomas Egger
- Johannes Krisch com a Joseph Malters
- Michael Kranz com a Peter Wolfahrt
- Susi Stach com a Christine Ludwig
- Paul Matic com a Conseller de matrimoni
- Fiona Neumeier com a Luna Oberländer
- Tamara Röske com a Marie Häusler[5]

## Producció i rodatge
El rodatge va tenir lloc juntament amb la quarta part de la sèrie de crims, Die Braut, de l'agost a l'octubre del 2016 a Bregenz, Lindau, Wasserburg i la zona circumdant. La pel·lícula va ser produïda per Graf Filmproduktion GmbH i Rowboat Film- und Fernsehproduktion, la ràdio austríaca i ZDF, i la producció va comptar amb el suport del Fons de TV austríac i l'estat de Vorarlberg. Michael Wollmann va ser responsable del so, Christine Egger de l'equip i Heike Werner del disseny de vestuari.

## Recepció
Tilmann P. Gangloff, de Tittelbach.tv, va trobar que la sèrie i el director Hannu Salonen són un partit perfecte, ja que els thrillers creats a la zona de Lindau/Bregenz més grans viuen d'un cert misticisme. En contrast amb la sèrie ARPo WaPo Bodensee, el disseny de la imatge recorda a les novetats de la criminalitat escandinava, a Salen, ja que la regió no és un paradís de vacances, sinó un lloc desagradable.
A Alemanya, la primera emissió en ZDF va ser vista per 6,92 milions de persones, la quota de mercat va ser del 22,7%.